# Zoila Stewart
Zoila Rosa Stewart Lee (née le 1er novembre 1968) est une athlète costaricienne, spécialiste du sprint, et en particulier du 400 mètres.

## Biographie
Entre 1987 et 1999, elle participe à quatre championnats du monde et deux Jeux olympiques. Son meilleur résultat est un quart de finale aux Jeux olympiques de Barcelone, sur 400 m.
En 1993 elle décroche la médaille d'argent sur 400 m aux Jeux d'Amérique centrale et des Caraïbes. C'est à cette occasion qu'elle établit sa meilleure performance personnelle, qui est aussi le record de Costa Rica.

### Palmarès
| Date | Compétition                              | Lieu  | Résultat | Épreuve | Performance |
| ---- | ---------------------------------------- | ----- | -------- | ------- | ----------- |
| 1993 | Jeux d'Amérique centrale et des Caraïbes | Ponce | 2e       | 400 m   | 52 s 57     |

### Records
| Épreuve | Temps        | Lieu   | Date              |
| ------- | ------------ | ------ | ----------------- |
| 100 m   | 11 s 72      | Xalapa | 22 septembre 1990 |
| 400 m   | 52 s 57 (RN) | Ponce  | 25 novembre 1993  |